# Kiss!Kiss!Kiss!
「Kiss!Kiss!Kiss!」是日本的女子偶像組合Buono!的第3張單曲。2008年5月14日發售。發售公司是波麗佳音。

## 概要
- PV是在真正的學校拍攝。
- 「Kiss!Kiss!Kiss!」的中心是夏燒雅。

## 收錄曲
1. Kiss!Kiss!Kiss!　
（作詞：岩里祐穂、作曲：井上慎二郎、編曲：西川進）
『守護甜心!』片尾曲（2008年4月 - 6月）。
2. みんなだいすき　
（作詞：C.Piece、作曲：AKIRASTAR、編曲：安部潤）
『守護甜心!』主題曲（2008年4月 - 9月）。
3. Kiss!Kiss!Kiss! (Instrumental)
4. みんなだいすき (Instrumental)

## 備註
1. ↑  . ナタリー. 2008-03-26  [2012-03-18]. （原始内容存档于2016-03-04）.

## 外部連結
- YouTube上的Buono! 『Kiss!Kiss!Kiss!』 (MV)
- Buono!官方唱片Archive.today的存檔，存档日期2009-05-02